# 境川自転車歩行者専用道路

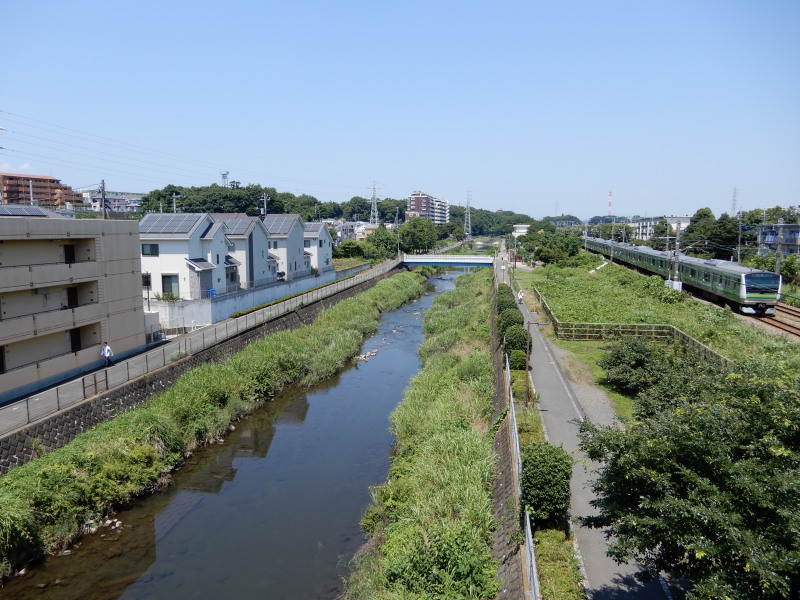
境川（町田市森野5丁目）

境川自転車歩行者専用道路（さかいがわじてんしゃほこうしゃせんようどうろ）は、東京都・神奈川県が管理する境川の河川管理用通路のうち、東京都町田市が管理している鶴瀬橋（同市鶴間、観音寺付近）付近から共和橋（同市矢部町）までと高橋（同市小山町馬場）から坂本橋上流（同市小山町田端）までの左岸（東岸）に沿って14.5kmの区間を整備した自転車歩行者専用道路。
起点から下流に向かって約1km先にある神奈川県道451号藤沢大和自転車道線と、当道路の町田市鶴間から町田市街地までの区間を併せて、一般に境川サイクリングロードと呼ばれる。

## 概要
昭和40年代から段階的に整備された境川の河川改修事業において、護岸に整備された河川管理用通路に設けられた。未整備区間の共和橋～高橋間は神奈川県による河川改修事業の進捗にあわせて整備を計画しており、このうち馬場橋上流までの区間は事業に着手している。
2009年には町田市が鶴瀬橋付近から坂本橋上流までの境川沿い14.5kmの区間（未整備区間を除く）における道路愛称の一般公募を行い、選考の結果、境川ゆっくりロードと命名された。未整備区間を除くほぼ全区間で町田市管理の街路灯が設置されている。

### 路線データ
- 総延長：14.5035km（連続整備済み区間 11.6825km[注釈 1]）[1]
- 起点：東京都町田市鶴間（鶴瀬橋 下流部）
- 終点：東京都町田市小山町（坂本橋 上流部）
- 未整備区間：東京都町田市矢部町（共和橋） - 東京都町田市小山町（高橋）

## 通過する自治体
- 東京都
  - 町田市
- 神奈川県
  - 相模原市（南区、中央区）

### 交差する道路
- 国道16号（大和バイパス）
- 神奈川県道・東京都道56号目黒町町田線
- 東京都道・神奈川県道51号町田厚木線（行幸道路）
- 神奈川県道・東京都道52号相模原町田線（鎌倉街道）
- 神奈川県道・東京都道57号相模原大蔵町線（芝溝街道）
- 神奈川県道・東京都道503号相模原立川線